# Gustav Vetter
Gustav Rudolf Vetter (* 28. April 1936 in Amstetten; † 26. Juni 2013 in Gmünd) war ein österreichischer Politiker (ÖVP) und Landesbeamter. Vetter war von 1971 bis 1994 Abgeordneter zum österreichischen Nationalrat.

## Leben
Vetter besuchte nach der Volksschule ein Bundesrealgymnasium und schloss seine Schulbildung 1955 mit der Matura ab. In seiner Schulzeit trat Vetter der K.Ö.M.V Ostarrichia Amstetten im MKV bei. Außerdem war er Ehrenmitglied der K.Ö.St.V. Leopoldina Gmünd im MKV und der K.Ö.H.V. Nordgau Wien im ÖCV.  Er trat 1955 in den Dienst der Niederösterreichischen Landesregierung und war Beamter an der Bezirkshauptmannschaft Gmünd in der Sozialabteilung. Ab 1982 war er Landesparteisekretär der ÖVP Niederösterreich, ab 1955 Mitglied des Österreichischen Arbeiter- und Angestelltenbundes (ÖAAB) und ab 1957 Mitglied des Österreichischen Gewerkschaftsbundes. Vetter war zudem Bezirksobmann des ÖAAB Gmünd und ab 1966 Mitglied des Landesvorstandes des ÖAAB Niederösterreich. Er vertrat die ÖVP zwischen 1965 und 1971 im Gemeinderat von Gmünd und vom 4. November 1971 bis zum 6. November 1994 im Nationalrat.
Ende Juni 2013 gab die Volkspartei Niederösterreichs den Tod Vetters bekannt.